# Bundesstraße 100
Die Bundesstraße 100 (Abkürzung: B 100) beginnt an der Dessauer Brücke in Halle (Saale) und endet an der B 2 in Eutzsch (südlich von Lutherstadt Wittenberg).
Die heutige Bundesstraße 100 wurde in den Jahren 1823 und 1824 als Teil der Preußischen Staatschaussee Nr. 60 erbaut, die von Berlin über Halle nach Kassel führte. Allerdings ist sie wegen diverser Trassenverlegungen durch den Braunkohletagebau und den Bau mehrerer Ortsumfahrungen nicht mehr mit dem ursprünglichen Verlauf aus dem 19. Jahrhundert identisch. Dadurch ist der einst sehr geradlinige Verlauf der Chaussee außerhalb der Ortschaften oftmals verloren gegangen, aber auf Satellitenbildern teilweise noch erkennbar.
Zwischen Halle (Saale) und der Anschlussstelle Halle an der A 9 wurde sie bereits in den 1970er Jahren einschließlich der Ortsumgehung Hohenthurm vierstreifig ausgebaut. Die vierstreifige Ortsumgehung Brehna entstand 2003 bis 2005, als die A 9 zwischen den Anschlussstellen (12) Bitterfeld-Wolfen und (13) Halle (Saale) sechsstreifig ausgebaut wurde. Im aktuellen Bundesverkehrswegeplan ist ein weiterer vierstreifiger Ausbau zwischen Brehna-Ost und der Einmündung der B 184 südwestlich von Bitterfeld vorgesehen.
Im Bereich Brehna–Bitterfeld gefährdete der nahe der Straße gelegene ehemalige Tagebau Freiheit II bei Roitzsch die Standsicherheit der Straße. Sie wurde deshalb in diesem Bereich in den 1980er Jahren auf einer Länge von etwa 2 Kilometer um ca. 50 Meter nach Nordwesten (parallel zum alten Verlauf) verschoben.
Die größten Veränderungen im Trassenverlauf vollzogen sich zwischen Bitterfeld und Gräfenhainichen. Im Bereich Mühlbeck–Schlaitz wurde 1954–1975 der Tagebau Muldenstein erschlossen. Eine Erweiterung des Tagebaus Goitzsche (ein Teil ist der heutige Große Goitzschesee) machte die Verlegung der Mulde auf einer Strecke von etwa elf Kilometern nötig. Ein Teil des neuen Flusslaufs wurde durch den ausgekohlten Tagebau Muldenstein (nun zum Muldestausee umfunktioniert) gelegt. Deshalb wurde bereits Ende der 1960er Jahre die Fernverkehrsstraße 100 im Abschnitt zwischen Mühlbeck und Gossa aufgegeben. Sie verläuft seitdem ab Bitterfeld zusammen mit der Bundesstraße 183 nach Pouch. Etwa einen Kilometer östlich des Ortsausgangs von Pouch zweigt sie nach Norden in Richtung auf die alte Trasse ab, die sie in Gossa wieder erreicht. Im weiteren Verlauf wurde etwa 1984 wegen des Aufschlusses des Tagebaus Gröbern zwischen Gröbern und Gräfenhainichen eine weitere Verlegung der damaligen F 100  notwendig. Die erste Verlegung der Trasse wurde bereits in den 1930er Jahren als Ortsumgehung von Bergwitz durch den Aufschluss des Tagebaus Bergwitz nötig.